# Merizocera pygmaea
Espèce
Merizocera pygmaea est une espèce d'araignées aranéomorphes de la famille des Psilodercidae.

## Distribution
Cette espèce est endémique de la province de Prachuap Khiri Khan en Thaïlande,. Elle se rencontre dans le parc national de Khao Sam Roi Yot.

## Description
La carapace de la femelle holotype mesure 0,4 mm de long sur 0,35 mm et l'abdomen 0,6 mm de long

## Étymologie
Son nom d'espèce lui a été donné en référence à sa taille.

## Publication originale
- Deeleman-Reinhold, 1995 : The Ochyroceratidae of the Indo-Pacific region (Araneae). The Raffles Bulletin of Zoology Supplement, no 2, p. 1-103 (texte intégral).